# One (Metallica-Lied)
One (engl. für: „Einer“) ist eine Halbballade der US-amerikanischen Metal-Band Metallica aus dem Jahr 1988. Das 7:24 Minuten lange Stück wurde von James Hetfield und Lars Ulrich geschrieben und erstmals als vierter Titel auf dem Album …And Justice for All und später auch als Single mit Musikvideo veröffentlicht und ist eine Umsetzung des Romans Johnny zieht in den Krieg.

## Musikstil und Aufbau

Wechselnde Taktarten in Metallicas Titel One – Der Titel beginnt mit einer unverzerrt gespielten E-Gitarre im 4/4-Takt und geht über den 2/4-Takt und den 3/4-Takt in Powerchords in den 6/4-Takt über, um dann wieder in den 3/4-Takt zu wechseln.

Das Lied beginnt ähnlich einer Heavy-Metal-Ballade mit tragenden Gitarren und langsamen Rhythmen im ersten Teil. Die Melodie erzeugt dabei eine sehr düstere und melancholische Atmosphäre. Im zweiten Teil verändert sich der Charakter des Liedes zu einer Mischung aus Thrash- und Speed-Metal mit schnellen Doublebass- und Rhythmusgitarren-Bestandteilen.
Textlich ist das Lied eine Umsetzung des Romans Johnny zieht in den Krieg von Dalton Trumbo. In diesem verliert ein Soldat durch eine Landmine auf dem Schlachtfeld Augenlicht, Gehör, Sprache, Arme und Beine und leidet unter Schmerzen. Er wünscht sich den Tod, aber kann dies aufgrund seiner Verletzungen nicht zum Ausdruck bringen. Er bittet um Hilfe, aber niemand kann ihn hören. Dem Soldaten ist bewusst, dass ihn nur noch Maschinen am Leben halten, und fleht darum, sie abzuschalten, da dies kein richtiges Leben sei. 

## Musikvideo
Zu dem Lied drehten Metallica ihr erstes Musikvideo, welches beim Musiksender MTV sehr erfolgreich wurde, obwohl Ulrich noch einige Monate zuvor verkündet hatte, dass seine Band niemals ein Video drehen werde. Regie führten Mike Salomon und der Kameramann Bill Pope, veröffentlicht wurde das Video im Januar 1989. Es zeigt entsprechend der Inspirationsquelle Szenen des Films Johnny zieht in den Krieg. Die Hauptfigur, ein Soldat, verliert im Ersten Weltkrieg Arme, Beine, Sehkraft, Gehör und seine Stimme. Im Film schafft er es – wie im Buch, das 1939 von Dalton Trumbo geschrieben wurde – mit der Außenwelt zu kommunizieren, indem er mit dem Kopf Morsezeichen auf das Bett klopft, um den Ärzten mitzuteilen, dass er sterben möchte. Metallica erwarben die Rechte am Film, um Ausschnitte davon im Video verwenden zu können.
Es gibt zwei unterschiedliche Versionen dieses Videos: Einmal das offizielle Video, das auch auf den Musiksendern läuft, in dem Ausschnitte aus dem Film Johnny zieht in den Krieg zu sehen sind; zum anderen ein Video, in dem man nur Metallica sieht. Finden kann man beide Videos auf dem Homevideo Two of One.

## Veröffentlichung
Nach dem offiziellen Erscheinen des Albums …And Justice for All wurde das Lied im Januar 1989 als Single veröffentlicht. Es erschienen eine 7"- und eine 12"-Schallplatte, eine CD-Single sowie Sonderauflagen mit Bandposter. Weiterhin unterschieden sich die Veröffentlichungen für die verschiedenen Musikmärkte wie Nordamerika, Europa und Japan in den auf der B-Seite enthaltenen Liedern. Auf der in den USA zuerst erschienenen Single befand sich eine Coverversion von The Prince, einem Lied von Diamond Head aus dem Jahr 1980, auf den anderen Veröffentlichungen befanden sich unterschiedliche Live-Versionen von bereits veröffentlichten Liedern der Band. Diese von den Fans kritisch aufgenommene Vielzahl von Veröffentlichungen wurde von der Band später verteidigt:

„Well, it wasn't as blatant as some bands do it … it's not as though there were 13 different coloured vinyl versions … At least we tried to do it tastefully and give everyone a different track with each format.“

1999 wurde der Titel von Michael Kamen mit Orchesterbegleitung neu arrangiert und gemeinsam mit dem San Francisco Symphony Orchester eingespielt. Während des Orchestervorspiels sind Kriegsgeräusche zu hören. Diese Version ist auf dem Live-Album S&M enthalten.

## Auszeichnungen bei Musikpreisen
One wurde auf Platz 7 der Guitar World „Best Guitar Solos“ durch seine prägnanten Soloparts gelistet. 1990 erhielten Metallica für One ihren ersten Grammy Award for Best Metal Performance.

## Kommerzieller Erfolg

### Chartplatzierungen
| ChartsChartplatzierungen       | Höchstplatzierung | Wochen |
| ------------------------------ | ----------------- | ------ |
| Deutschland (GfK)              | 31 (15 Wo.)       | 15     |
| Schweiz (IFPI)                 | 22 (11 Wo.)       | 11     |
| Vereinigte Staaten (Billboard) | 35 (15 Wo.)       | 15     |
| Vereinigtes Königreich (OCC)   | 13 (9 Wo.)        | 9      |

### Auszeichnungen für Musikverkäufe
Die Single erreichte 1990 in den USA Gold-Status für 500.000 verkaufte physische Einheiten.
| Land/Region                  | Auszeichnungen für Musikverkäufe (Land/Region, Auszeichnung, Verkäufe) | Verkäufe  |
| ---------------------------- | ---------------------------------------------------------------------- | --------- |
| Australien (ARIA)            | 4× Platin                                                              | 280.000   |
| Dänemark (IFPI)              | Gold                                                                   | 45.000    |
| Japan (RIAJ)                 | Gold                                                                   | 50.000    |
| Neuseeland (RMNZ)            | 3× Platin                                                              | 90.000    |
| Spanien (Promusicae)         | Gold                                                                   | 30.000    |
| Vereinigte Staaten (RIAA)    | Gold (Physisch) · + 5× Platin (Digital) · + Gold (Mastertone)          | 6.000.000 |
| Vereinigtes Königreich (BPI) | Gold                                                                   | 400.000   |
| Insgesamt                    | 6× Gold · 12× Platin ·                                                 | 6.895.000 |

Hauptartikel: Metallica/Auszeichnungen für Musikverkäufe

## Coverversionen
One wurde unter anderem von den Bands Korn bei MTV ICON:Metallica und von Apocalyptica auf Cello gecovert.